# Parkville (Maryland)
Parkville – jednostka osadnicza typu census-designated place (CDP) w Stanach Zjednoczonych, położona w hrabstwie Baltimore w stanie Maryland. Według spisu ludności z 2020 roku liczyła 31 812 mieszkańców.

## Historia
Parkville zostało założone w drugiej połowie XIX wieku. W 1874 roku prominentny geodeta z Baltimore, Simon Jonas Martenet, zakupił działkę o powierzchni 35 akrów i nadał jej nazwę „Parkville”, od parku, który wydzielił dla mieszkańców z zastrzeżeniem, że teren ten zawsze pozostanie przestrzenią publiczną. Wcześniej obszar ten był zamieszkiwany przez niemieckich i irlandzkich osadników, a jego rozwój przyspieszył po wybudowaniu linii kolejowej łączącej go z Baltimore.

## Geografia
Parkville zajmuje powierzchnię 11,1 km2 i nie posiada zbiorników wodnych. Położone jest na północny wschód od Baltimore, wzdłuż drogi stanowej Maryland Route 147 (Harford Road). Graniczy z dzielnicami Carney, Towson i Overlea.

## Demografia
Według danych z 2023 roku Parkville liczy około 30 423 mieszkańców.
Struktura etniczna: 51,5% biali (nielatynoscy), 36,7% Afroamerykanie, 3,7% Azjaci, 4,3% osoby o pochodzeniu latynoskim. Mediana wieku wynosi 38,4 roku, a mediana dochodu gospodarstwa domowego to 78 405 USD.

## Gospodarka
Główne sektory zatrudnienia to opieka zdrowotna, handel detaliczny i edukacja.

## Transport
Główne drogi to Harford Road (MD-147), Joppa Road i Perring Parkway.
Parkville obsługiwane jest przez linię autobusową MTA Route 54, łączącą je z centrum Baltimore.

## Oświata
Parkville obsługiwane jest przez szkoły publiczne hrabstwa Baltimore, w tym Parkville High School i Parkville Middle School.

## Kultura
W Parkville odbywa się coroczny Czech and Slovak Heritage Festival, upamiętniający dziedzictwo środkowoeuropejskie mieszkańców regionu.
Miejscową atrakcją jest także Double Rock Park – rozległy teren rekreacyjny z trasami spacerowymi i placami zabaw.